# Op, thi dagen nu frembryder
Op, thi dagen nu frembryder is een compositie van Niels Gade. Het is een toonzetting van een tekst van Hans Adolph Brorson uit 1733. Die tekst is dan weer terug te voeren op een liedtekst van Johann Anastasius Freylinghausen. Het lied schijnt niet gebundeld te zijn en is alleen in manuscriptvorm bewaard gebleven.
Gade schreef zijn versie voor dameskoor, bestaande uit een sopraan- en altstem.